# نظام منارة الاقتراب الأعمى

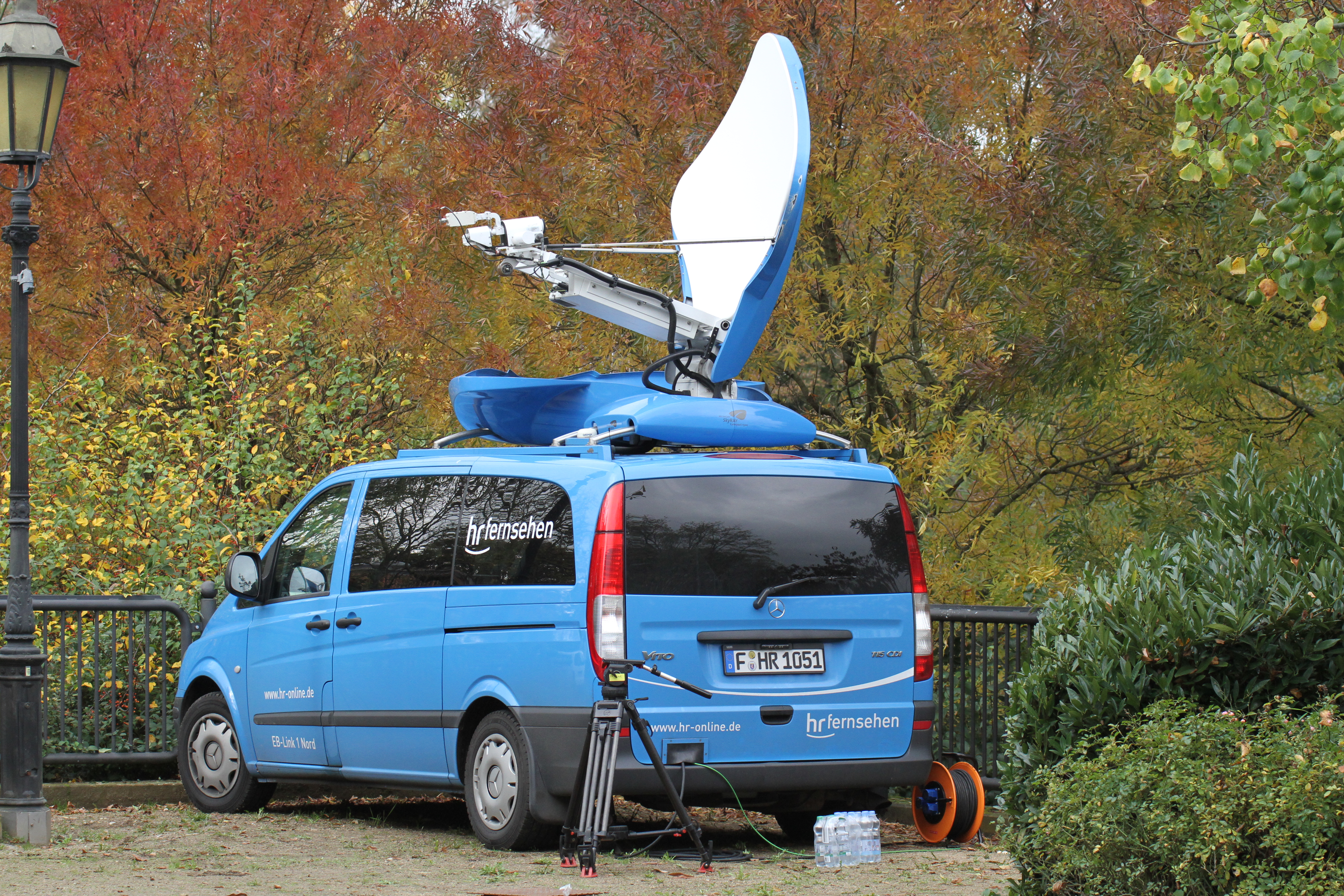
مركبة تابعة لمحطة التلفزيون الألمانية "هيسيشر روندفونك"

نظام منارة الاقتراب الأعمى (blind approach beacon system) أو نظام منارة الاقتراب الشعاعي (beam approach beacon system) اختصارا (BABS) هو نظام هبوط آلي بالرادار تم تطويره في أوائل الأربعينيات.
إنه مستجيب (أو مرسل مستجيب) مثبت في عربة نقل هيلمان ويوضع في نهاية المدرج. في بعض الحالات، تم تثبيت مواقع ثابتة وبحلول منتصف الخمسينيات من القرن الماضي، كانت شاحنات النقل القياسية 9 قيد الاستخدام. تم استجوابه من قبل وحدة ريبيكا المركبة على متن طائرة. ردت بنقل النقاط على أحد جانبي المدرج والشرطات على الجانب الآخر. تعتمد قوة الاستقبال في الطائرة على موضع الطائرة بالنسبة للخط المركزي للمدرج. يمكن لمعدات الطائرة بعد ذلك تحديد موقعها بالنسبة لهذه النقاط والشرطات.
هذه نسخة مبكرة من المترجمة من نظام هبوط الأجهزة الأكثر حداثة (ILS). يستخدم المترجم نغمتين (90 و 150 هرتز ) معدلة على ناقل (108.1-111.95 MHz) ويتم نقله على مجموعة هوائي ذات فتحة واسعة، ويمكن رؤية ذلك في جميع المطارات تقريبًا في نهاية المدرج. يتم الكشف عن نقاط القوة (أو الاختلاف في عمق التعديل) عن طريق الإلكترونيات في الطائرة وتقدم للطيار مؤشرًا على التحليق يسارًا أو يمينًا وفي الواقع لأعلى أو لأسفل باستخدام ممر منزلق في نفس الموقع (328.6 إلى 335.4 MHz) المعدات. انظر نظام الهبوط الآلي لمزيد من التفاصيل.